# Abadía de Aurillac

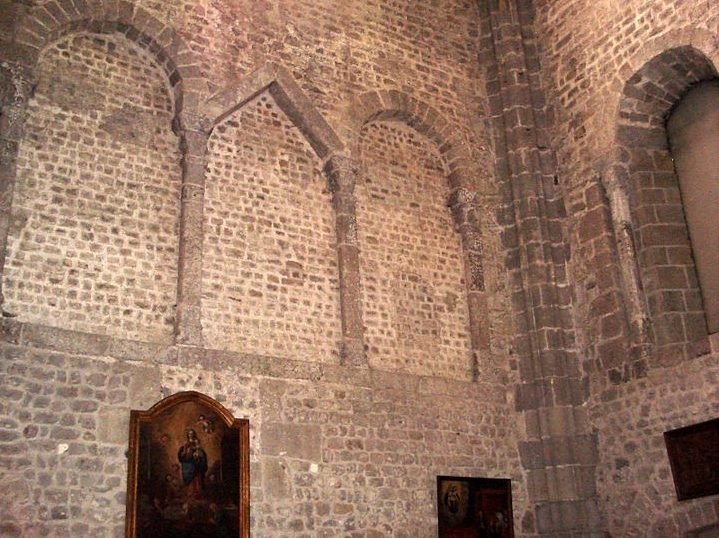
Interior de a abadía, con una arcada o triplete que representa la Santísima Trinidad: en el centro un arco en mitra enmarcado por dos arcos cimbrados.

La abadía de San Geraldo de Aurillac (en francés: abbaye Saint-Géraud d'Aurillac) es una abadía benedictina de Francia fundada por san Geraldo de Aurillac en el año 894. Se encuentra en la ciudad de Aurillac, en la región de Auvernia-Ródano-Alpes.
Sirvió, por su organización y sus estatutos, como modelo para la reforma de la orden benedictina que llevó a cabo la Abadía de Cluny con San Odon de Cluny, que había sido antes abad de Aurillac, sucedió como tercer abad de Aurillac a Jean de Aurillac, pariente del fundador San Géraud y escribió su vida a petición de Turpin, obispo de Limoges que lo ordenó sacerdote en 925. Odón recopiló todos los documentos y testimonios de los que habían conocido a Géraud y estudió cuidadosamente la fundación y los estatutos de la abadía. Con la Vida de San Géraud de Aurillac, propone el primer modelo de caballero cristiano, señor poderoso que pone su fuerza y sus riquezas al servicio de la justicia y de la paz. Se desconoce durante cuánto tiempo fue abad de Aurillac, donde tuvo un coadjutor de nombre Arnulphe que le sucedió en 926. También fue monje y estudió Gerbert d'Aurillac, que se convertiría en uno de los sabios del momento y papa como Silvestre II.
La abadía tenía un scriptorium importante, con escuela. Estaba en contacto estrecho con los escritorios catalanes, como el del Monasterio de Ripoll, en aquella época uno de los focos culturales del sur de Europa.